# Thác Krông Kmar
Thác Krông Kmar là một thác nước lớn trên dòng sông Krông Kmar và là thắng cảnh du lịch của tỉnh Đắk Lắk .

## Địa điểm
Thác thuộc thị trấn Krông Kmar huyện Krông Bông tỉnh Đắk Lắk, nằm cách Buôn Ma Thuột 60 km, cách trung tâm thị trấn Krông Kmar 4 km

## Mô tả
Thác nằm ngay chân dãy núi Chư Yang Sin hùng vĩ. Hiện tại, đây là một điểm du lịch đáng chú ý ở Đắk Lắk do đã được đầu tư khai thác một cách nghiêm túc.
Thác rất đặc biệt bởi những bãi đá trải dài theo dòng sông, nước trong vắt với những bãi tắm tự nhiên.
Do nằm trong địa bàn Vườn quốc gia Chư Yang Sin nên có thể kết hợp ngắm cảnh với tìm hiểu rừng quốc gia.

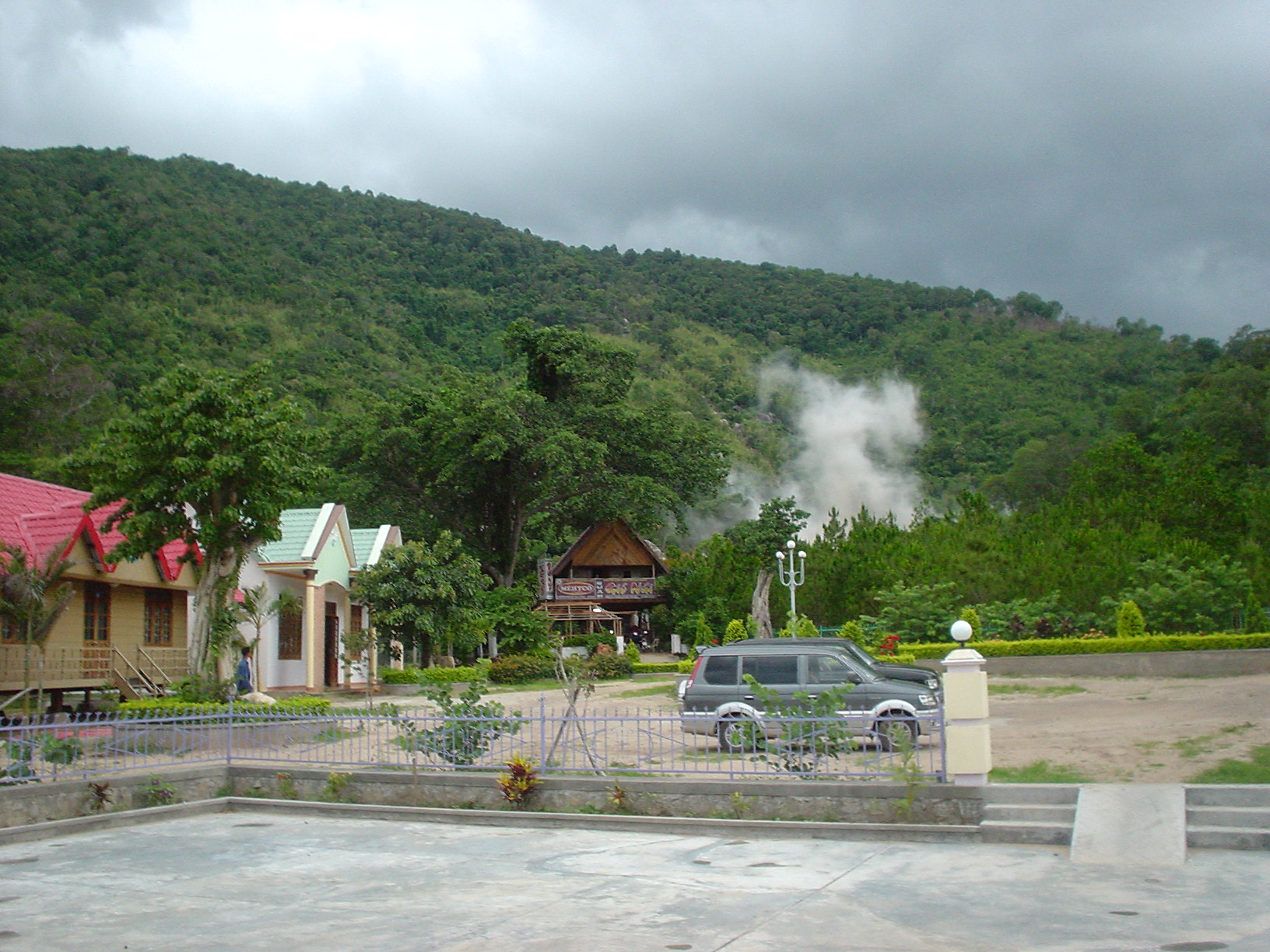
Khu du lịch thác Krông Kmar
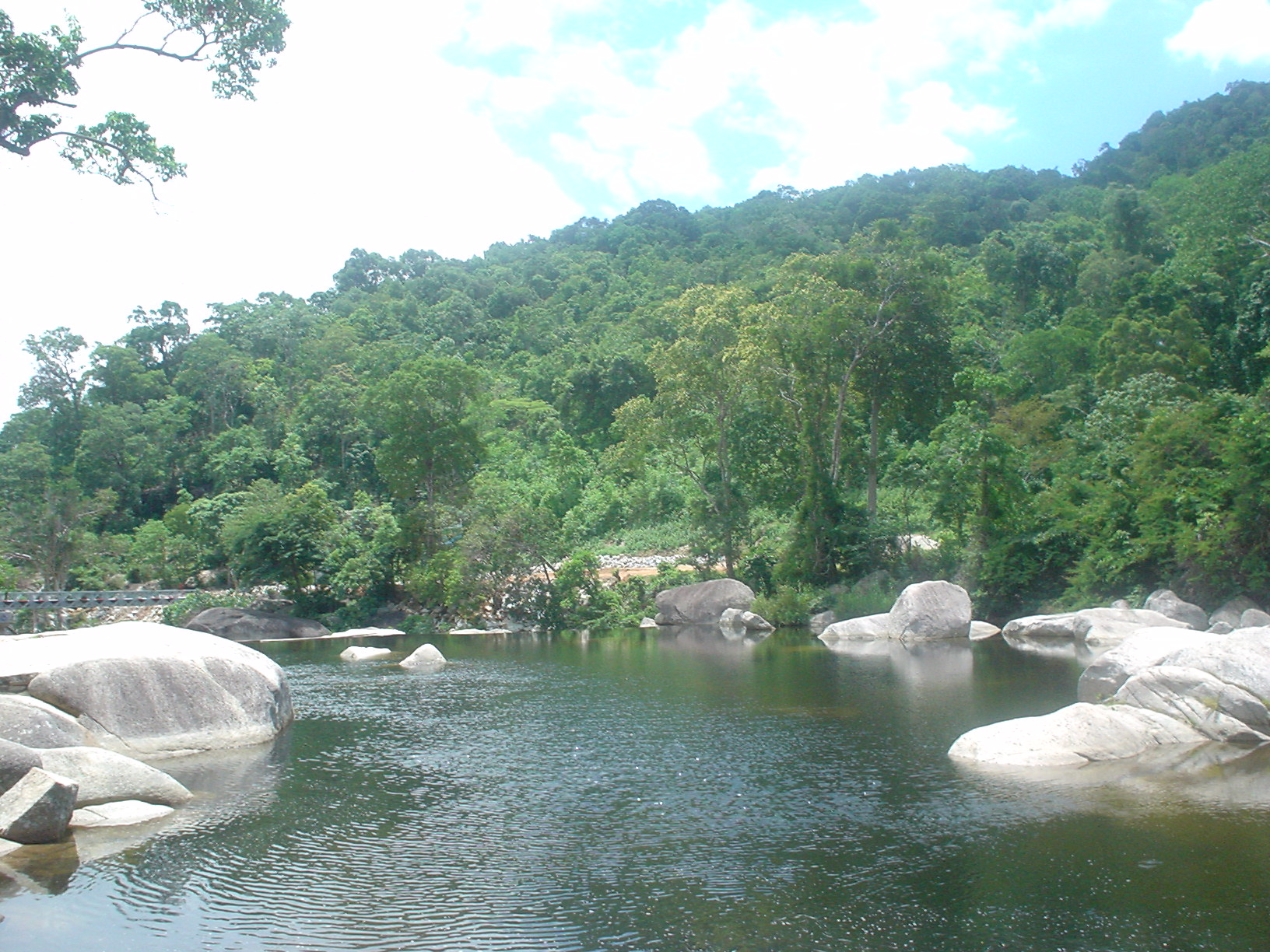
Thắng cảnh và điểm du lịch Krông Kmar
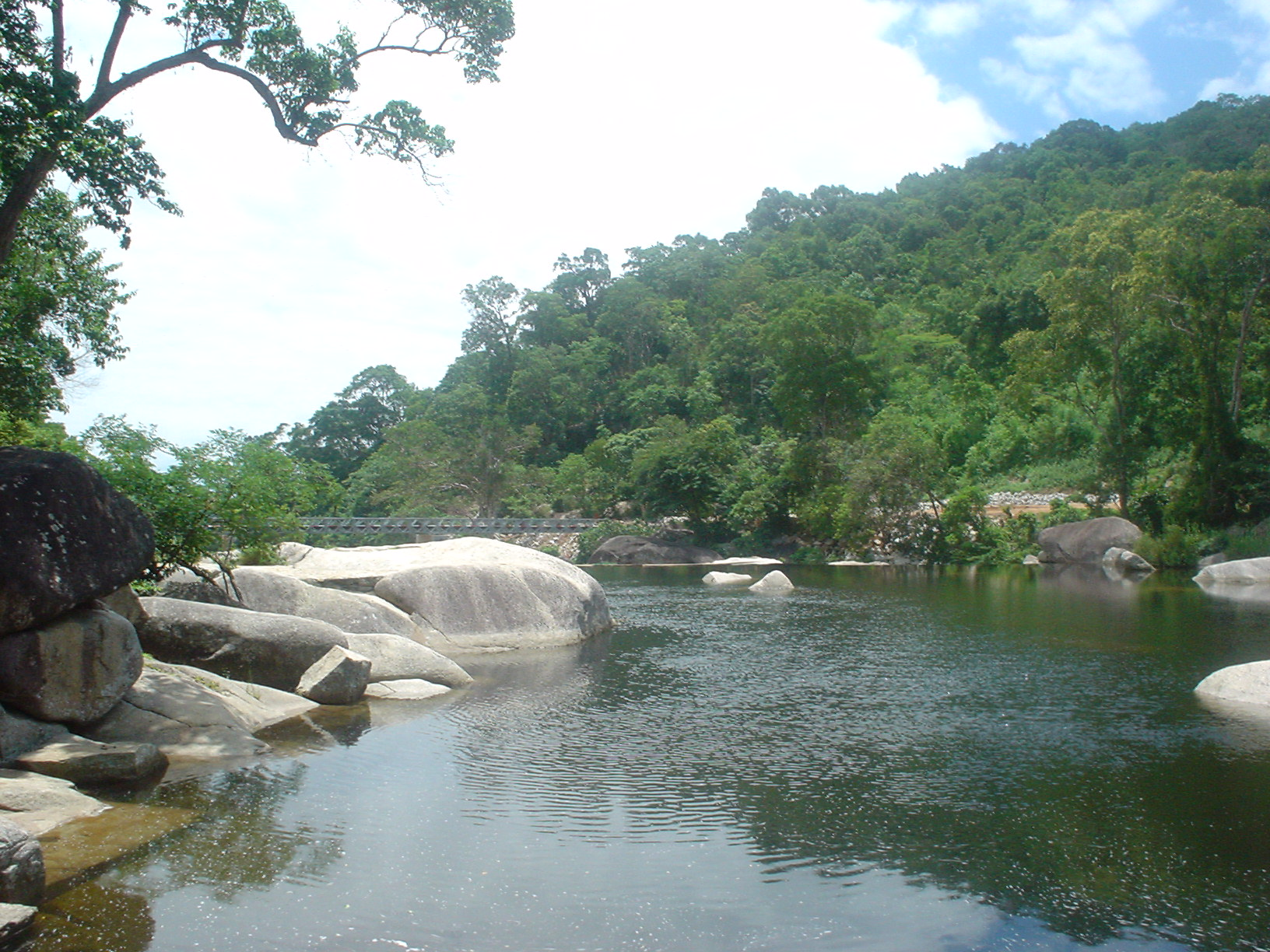
Một góc thác Krông Kmar
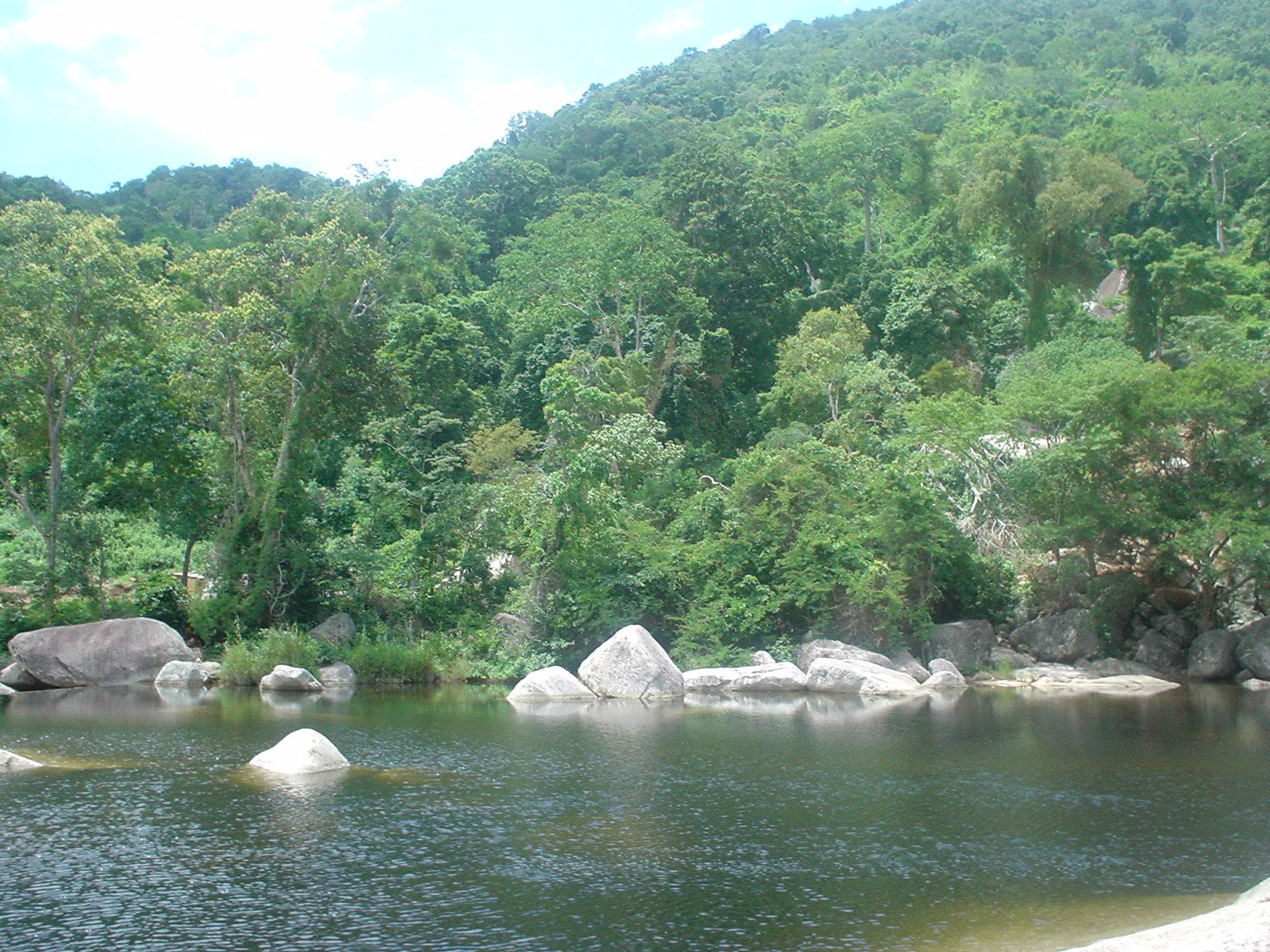
Một thoáng Krông Kmar

## Thủy điện Krông Kmar
Trên dòng Krông Kmar đã xây dựng thủy điện Krông Kmar 12°27′02″B 108°20′12″Đ / 12,450437°B 108,336673°Đ công suất lắp máy 12 MW, khởi công tháng 5/2005 và hoàn thành tháng 5/2008. Nó được nhà xây dựng ca ngợi về đóng góp điện cho vùng miền núi nghèo. Tuy nhiên nó làm hỏng cảnh quan sinh thái vùng thác Krông Kmar. Các nhà đầu tư thủy điện cũng chưa chú trọng trồng rừng thay thế, góp phần phá hủy sinh thái .
Vì thế thác Krông Kmar vốn là điểm du lịch hấp dẫn, nay lượng khách đến thăm giảm .

## Chỉ dẫn
1. ↑  Theo Bản đồ tỷ lệ 1:50.000 tờ D-49-85-B, Cục Đo đạc và Bản đồ, 2004, thì tên sông là Ea Krông Kmar.
Trong tiếng các dân tộc thuộc nhóm ngôn ngữ Môn-Khmer ở Tây Nguyên và trong tiếng Việt cổ (trước thế kỷ 16, xem Chữ Nôm) thì "đăk" có nghĩa là nước, sông, suối, còn "krông" có nghĩa là sông.